# Pierre-Antoine Gillet
Pierre-Antoine Gillet (Huy, 16 aprile 1991) è un cestista belga.

## Carriera
Con il Belgio ha disputato tre edizioni dei Campionati europei (2015, 2017, 2022).

## Palmarès
- Campionato belga: 8

Ostenda: 2013-2014, 2014-2015, 2015-2016, 2016-2017, 2020-2021, 2021-2022, 2022-2023, 2023-2024
- Coppa del Belgio: 5

Ostenda: 2014, 2015, 2016, 2017, 2021
- Supercoppe del Belgio: 3

Liegi: 2009
Ostenda: 2014, 2015
- BNXT League: 1

Ostenda: 2023-2024
- Supercoppa BNXT: 3

Ostenda: 2021, 2022, 2023